# علم مسالك البلدان والأمصار
علم مسالك البلدان والأمصار علم باحث عن أحوال الطرق الواقعة بين البلاد من حيث كونها مسالك برية أو بحرية، عامرة أو غامرة، سهلية أو جبلية، مستقيمة أو منحرفة، والعلامات المنصوبة لتلك الطرق من الجبال والتلال وأمثالهما. ومعرفة ما في تلك المسالك من المخاوف الحيوانية أو النباتية وأمثال ذلك.